# Верхний Куранах
Верхний Курана́х — село в Алданском районе Республики Саха (Якутия) России. Расположен на берегу р. Большой Куранах (бассейн р. Алдана). Население 577 жителей (2015 год).
Расстояние до административного центра 20 км.

## Инфраструктура
Через село проходит Амуро-Якутская автомобильная магистраль. Функционирует детский сад, работает медицинский пункт, организация по добыче золота, имеется общежитие, столовая для работников, три магазина, детская площадка, интернат для детей.

## География и климат
Село Верхний Куранах расположено на высоте 389 м над уровнем моря. Климат умеренно-холодный. Количество осадков значительное. По классификации Кёппена — влажный континентальный климат (индекс Dfb) с равномерным увлажнением в течение года, прохладным летом (с конца июня до начала августа) и морозной зимой (с начала октября до конца апреля).
| Показатель                         | Янв.  | Фев.  | Март  | Апр.  | Май  | Июнь | Июль | Авг. | Сен. | Окт. | Нояб. | Дек.  | Год   |
| ---------------------------------- | ----- | ----- | ----- | ----- | ---- | ---- | ---- | ---- | ---- | ---- | ----- | ----- | ----- |
| Средний суточный максимум, °C      | −24   | −19,8 | −9,4  | 1,4   | 11,2 | 20,7 | 23,8 | 20,4 | 11,1 | −1,2 | −14,9 | −22,1 | 0,0   |
| Средняя температура, °C            | −28,4 | −25   | −15,6 | −4,5  | 5,7  | 14,2 | 17,6 | 14,6 | 6,2  | −5,6 | −19,3 | −26,3 | −5,5  |
| Средний суточный минимум, °C       | −32,7 | −30,2 | −21,8 | −10,4 | 0,2  | 7,7  | 11,5 | 8,9  | 1,4  | −9,9 | −23,6 | −30,5 | −10,4 |
| Норма осадков, мм                  | 23    | 18    | 21    | 25    | 51   | 78   | 80   | 82   | 75   | 45   | 30    | 27    | 555   |
| Источник: Климат Верхнего Куранаха |       |       |       |       |      |      |      |      |      |      |       |       |       |

## Происхождение названия
Название Куранах (якут. Куранаах) образовано из двух слов на якутском языке: курун — «горелая тайга» и урэк — «река»; «река, протекающая по горелой тайге».

## Население
| 1989 | 2002 | 2010 | 2021 |
| ---- | ---- | ---- | ---- |
| 1100 | ↘658 | ↘577 | ↘432 |